# Organyà

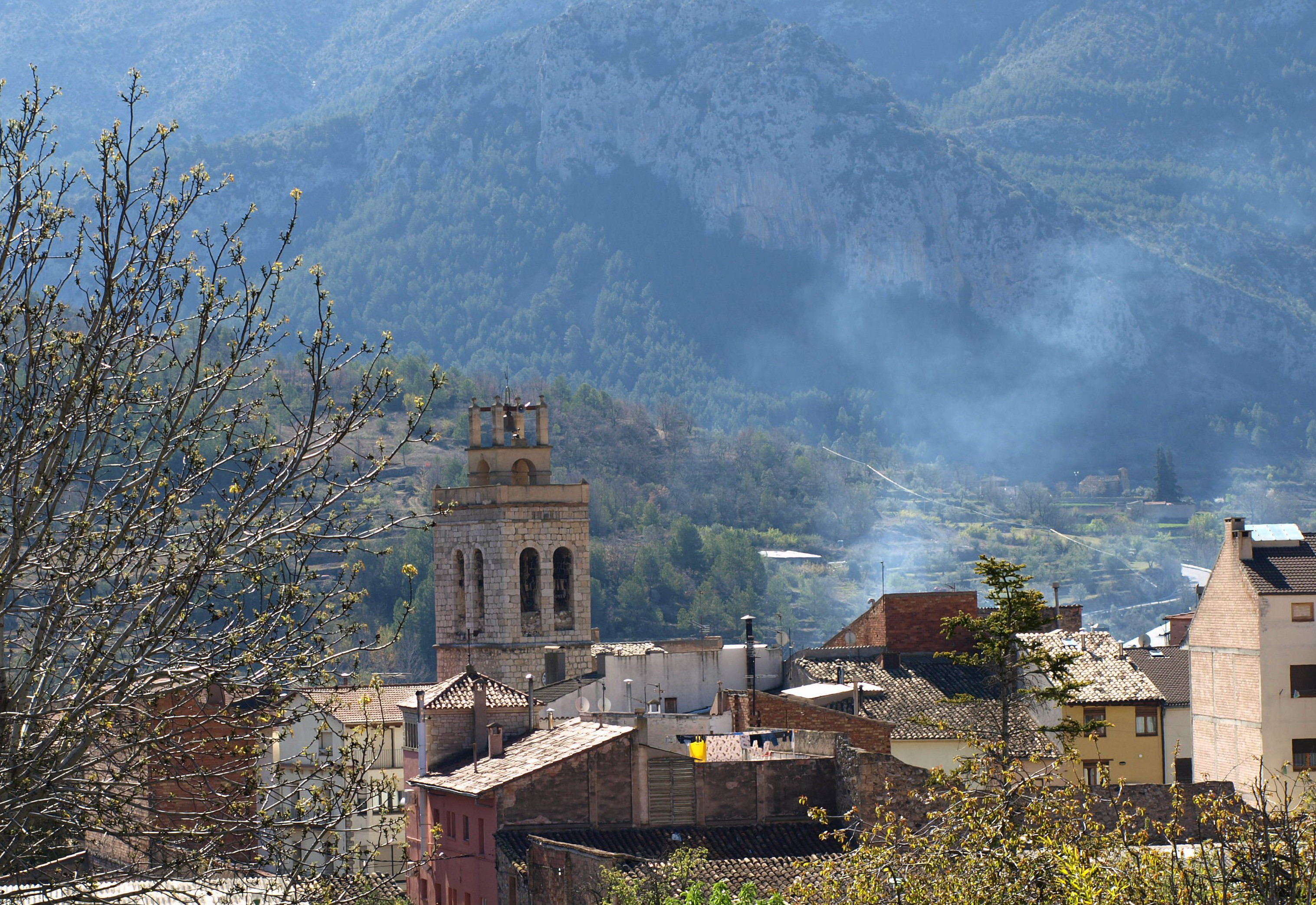

Organyà est une commune de la comarque de l'Alt Urgell dans la province de Lleida en Catalogne (Espagne).

## Géographie
Commune située dans le piémont des Pyrénées.

## Économie
Le parapente et l'escalade permettent un tourisme de séjour.